# 列車種別
列車種別（れっしゃしゅべつ、英語: Train type）とは、停車駅やサービスなどの違いによる列車の種類をさす。列車種別の名称や、名称が指すサービスは事業者ごとに異なっている。
本項は特に断りがない限り、日本の旅客列車に関する列車種別を主題として記述し、貨物列車の列車種別は省略している。

## 概要
列車種別は事業者によって異なるが、概ね特急、急行、快速、準急、普通（各駅停車）の順に停車駅が多くなる。東武鉄道など、快速が急行より停車駅が少ない路線もある。また、通勤、区間、快速、準、アルファベット（「A」・「B」）などの接頭辞を付けることで種別を細分化している事業者もある。
列車種別は、法令に準じる厳格な規則の中で定められた事もあれば、現場の従業員の判断で便宜的に命名されたようなものもある。JRの普通列車のように、規則上の取り扱いと、実際の営業案内上の取り扱いが異なるケースもある。
その他、途中駅から種別を変更して停車駅を調節する場合もあり、特に名古屋鉄道や近畿日本鉄道および京浜急行電鉄で多く行われている。

## JR・日本国有鉄道の列車種別
JR・国鉄の旅客営業規則においては、列車を規定する用語として「急行列車」と「普通列車」を使用している。このうち、急行列車は普通急行列車と特別急行列車を含む用語である。快速列車は普通列車に含まれる列車種別である。また、新幹線は急行列車であり、そのうち特別急行列車に含まれる。
この節では、この分類に則って各列車種別を説明する。

### 急行列車
急行列車は、目的地まで速達することを重視する列車として設定され、乗車の際に乗車券以外の料金を必要とする列車としている。急行列車はさらに普通急行列車（「急行」） と特別急行列車（「特急」）とに分けられる。普通急行列車に乗るには普通急行券（券面には「急行券」とも表示される）が、特別急行列車に乗るには特別急行券（特急券）が必要となる。また、ヨンサントオで廃止された準急行列車（準急）についても準急行券（準急券）が必要であった。

### 普通列車
急行列車以外の列車、いわゆる乗車券のみで乗ることができる列車を普通列車としている。基本的には各駅に停車する種別であるが、いくつかの路線では通過駅を有する普通列車が運行されている。例えば、日中や早朝・深夜の時間帯において、需要がまったく見込めない駅を通過する場合がある。その他、都市近郊の複々線では「普通」と「各駅停車」とが並立し、前者はホームがないがゆえに名目上「通過」する場合がある。
普通列車のうち、途中駅の一部に停車しない列車は一般に快速列車という。快速列車は、停車駅のパターンや運行時間などにより、様々な呼称がつけられている。快速より停車駅が多い区間快速、B快速、準快速、快速より停車駅が少ない特別快速、新快速、ラッシュ時のみ運転される通勤快速、直通快速、休日のみ運転されるホリデー快速などが存在する。また、西日本旅客鉄道（JR西日本）の大和路快速・丹波路快速・みやこ路快速・関空快速・紀州路快速、東日本旅客鉄道（JR東日本）の青梅特快・中央特快など、路線名や行き先・方面の地名が付けられた種別名もある。
常磐線では2004年3月12日まで、同じ線路を走る通勤形電車使用の「快速（電車）」より中距離電車である「普通（列車）」のほうが停車駅が少なかった。

## 日本の民鉄事業者の列車種別
以下の節では民鉄各社（一部公営事業者を含む）での列車種別について記述する。

### 特急
特急は、阪急電鉄などのように乗車券だけで乗車できる特急を運行する事業者と、近畿日本鉄道（近鉄）などのように乗車券の他に特急券が必要な特急を運行する事業者がある。
京成電鉄では、AE形電車など専用電車による「スカイライナー」系統には「ライナー券」と呼ばれる特急券が必要であるが、一般電車による特急においては運賃のみで乗車できる。京成部内では前者を「特別急行(A)」（同社でのモーニングライナーおよびイブニングライナーを含む）、後者を「特別急行(B)」（同社での快速特急およびアクセス特急を含む）と呼称している。
この例はかつて、以下のような事例があった。
- 東武鉄道では、伊勢崎線系統（「りょうもう」）・日光線系統（「けごん」・「きぬ」・「リバティ会津」・「きりふり」・「ゆのさと」・「スカイツリーライナー」・「しもつけ」・「アーバンパークライナー」）のいわゆる本線系統と東上線系統とで、特急券の有無が異なっていた。前者の場合、特急については専用車両を使用し、座席指定制の特急券を要するが、後者は一般車両を使用し、座席指定などは特に行っていなかった。
- 近畿日本鉄道においても、特急券が必要な座席指定制の特急とは別に、近鉄奈良線において通勤用の一般車両を使用した料金不要の「特急」が運転されていたが、1972年11月に料金不要の「特急」は「快速急行」に改称されている。また、南大阪線・吉野線の臨時列車のみに急行よりも上位の「快速」の種別があったが、こちらも相前後して「快速急行」に改称されたものの、快速時代に引き続き臨時運転のみとなっている。

#### 特急に類する列車種別
「快速特急」のように、「特急」より停車駅の少ない列車種別や、「通勤特急」・「快速急行」のように、「特急」より停車駅が多く「急行」より停車駅が少ない列車種別を運行する事業者もある。詳細は各路線項目を参照されたい。また、「ライナー」およびそれに準ずる列車の詳細は#ライナーを参照のこと。
※印の種別はホームライナー・通勤ライナーに準ずる扱い
かつての愛知電気鉄道や、新京阪鉄道、阪和電気鉄道には、超特急という種別も存在した。
| 種別     | 運行会社 |
| -------- | --- |
| 通勤特急 | 京成電鉄、東急電鉄、横浜高速鉄道、相模鉄道、阪急電鉄                                                            |
| 準特急   | 阪急電鉄 |
| 区間特急 | 阪神電気鉄道 |
| 快速急行 | 東武鉄道、西武鉄道、小田急電鉄、富山地方鉄道、名古屋鉄道 近畿日本鉄道、南海電気鉄道、京阪電気鉄道、阪神電気鉄道 |
| 通勤快急 | 京阪電気鉄道 |
| 特快速   | 神戸電鉄 |
| 通勤急行 | 西武鉄道（新宿線）、小田急電鉄                                                                                  |

### 急行
急行は乗車券だけで乗れる鉄道事業者が多い。ただし、JRと同様に急行券が必要となる列車もある。
山陽電気鉄道本線のように特急が運行されているが急行が運行されていない路線もある。
特急と同様に「通勤」・「区間」・および「快速」をつけた派生種別が運行されている路線もある。「快速急行」の詳細は快速急行、その他の派生種別の運行路線などは急行列車#列車種別と急行列車の呼称を参照のこと。小田急電鉄ではかつて「土曜急行」の、京阪電気鉄道ではかつて「深夜急行」の種別名も使用されていた。種別名の頭部に曜日や時間帯（深夜）を表す名前をつけた事例は少ない。

### 快速
私鉄における快速は、急行との上下関係が事業者によって異なる。一般的には急行より下位の種別であるが、東武鉄道や神戸電鉄では急行より上位の種別として設定していた（いずれも現在は廃止）。また、えちぜん鉄道では快速は自社線内のみで、急行は福井鉄道直通列車専用と使い分けている。

### 準急
準急は、急行（一部鉄道会社では快速）より停車駅が多い列車である。準急とは「準急行列車」の略で、現在でも南海電気鉄道などでは、案内放送などで「準急行」を聞くことができる。なお、国鉄でも運行されていたが、急行列車に格上げされる形で運行が終了、廃止された。
私鉄においては、準急の停車駅のパターンは大別して3種類ある。
1. 準急が運行される区間のうち一部区間では急行と同じ停車駅で運行しその区間外では各駅に停車する。
2. 準急が運行される全区間において急行より少ない通過駅を設ける
3. 1.と2.の中間的な形態即ち運行される区間のうち一部区間では急行より少ない通過駅を設けつつその区間外では各駅に停車する。

津軽鉄道線など準急が唯一の優等種別となっている場合もある。
1.の例としては東急田園都市線、東武伊勢崎線および東上線、西武新宿線、名鉄犬山線および名鉄瀬戸線、2.の例としては名鉄名古屋本線および名鉄常滑線、3.の例としては西武池袋線、神戸電鉄、近鉄大阪線および奈良線における運行が挙げられる。このうち最も多い類型は1.のパターンである。
かつて快速準急という列車が運行されていたこともある（小田急小田原線#過去の列車種別を参照）。その他、急行と同様に「区間」「通勤」などをつけた派生種別も運行されている。

### その他の優等種別
上述のように、民鉄事業者においても特急・急行・準急・快速という国鉄が用いた優等列車種別や、それらから派生した列車種別を基本的に使用しているが、時にはそれらの枠組みに当てはまらない列車種別が使われることもあった。
最急行・最大急行
急行の上位種別。特別急行（特急）の概念が定着するより前に存在した列車種別で、後に国有化される山陽鉄道による使用が初出。国鉄に特急が登場した後も京阪電気鉄道による使用事例がある。
高速
特急と急行の中間種別。名古屋鉄道が有料特急との区別のために料金を取らない特急を改称したもので、この施策により中京圏に「高速」の種別名が定着したことを受けて近畿日本鉄道も臨時列車「伊勢志摩号」の列車種別をそれまでの直通急行から高速に改めた。名鉄の高速は特急政策の再変更によって1990年改正で特急に戻り、近鉄の高速も快速急行に改めた後の1990年代前半に臨時列車の設定自体が消滅した。
直行
近畿日本鉄道の生駒ケーブル山上線で使用されている臨時種別。途中駅には停車しないノンストップ形式での運行で通常は夜間（行楽期は昼間も）に設定されている。過去には近鉄名古屋線、南海電気鉄道、京阪電気鉄道、能勢電鉄、西日本鉄道でも使用されていたほか、国鉄でも阪和線で使用されたことがある。その位置づけは区間内ノンストップを意味する近鉄生駒ケーブル山上線、能勢、西鉄と急行等の上位種別よりも停車駅が多い近畿名古屋線、南海、京阪、阪和線に二分される。
半急行
急行の下位種別。名古屋鉄道が東部線（旧愛知電気鉄道線）において1939年頃と1944年から1947年頃の期間に設定していた。同時期の西部線（旧名岐鉄道線）では準急を使用しており、西部線昇圧による東西直通運転開始後は全線で準急を使用することにしたため、半急行は消滅した。
准急
急行の下位種別。西日本鉄道が用いた列車種別で、同社では「準」ではなく「准」の文字を使用した。
直通
急行の下位種別。宇治川電気（後の山陽電気鉄道）が1928年、小田急電鉄が1929年に使用を開始したが、ともに1940年代までに廃止され、復活後は別種別に移行した（山陽電気鉄道本線#直通および小田急電鉄のダイヤ改正#準急・直通を参照）。このほか、京浜急行電鉄が1949年夏に品川 - 逗子海岸（現在の逗子・葉山駅）間に設定した臨時列車に「直通」が使用されたことがあるほか、阪和電気鉄道では阪和天王寺 - 阪和東和歌山間の全区間を走破する普通列車を「直通」と呼んでいた。
直急
準急とほぼ同位に当たる種別。阪和電気鉄道が設定した種別で、準急が天王寺寄りを速達運転するのに対し、直急は和歌山寄りを速達運転とし、反対側は各駅に停車していた。1936年4月改正でそれまで阪和天王寺 - 阪和岸和田間を運行していた普通を以南急行運転として延長した際に新設されたが、翌1937年6月の改正で元の運行区間に戻され廃止された。

### 普通・普通車・各駅停車・各停
基本的に各駅に停車する（一部の駅を通過する場合もある）列車の種別である。なお、呼称については「普通」のほか、事業者によっては以下に大別される。
- 表記上は「普通」でも案内上は「各駅停車」および「各停」とする事業者
- 「各駅停車」および「各停」を略称とする事業者
- 「普通車」と案内する事業者
  - ただし西武鉄道のように「普通」から「各停」に列車種別名を変更した事例（2008年実施）もある[8]。

### 特記事項
2023年8月現在、日本の大手私鉄事業者で列車種別数が一番多いのは西武鉄道と京阪電気鉄道の10種別である 。

## 区間種別
優等列車であるが、一部区間では各駅に停車となる列車種別で、1938年、京阪本線に設定された区間急行が最初といわれている。当初は関西地区のJR・大手私鉄のみで多用されていた。同様の種別は関西地区以外では、途中駅で「急行⇔普通」のように種別を変更したり、区間種別に相当する列車を「快速」などとし、その上位に「特別快速」などを設定する例が常であった。1997年に東武鉄道に関東地方では初めて「区間準急」が設定され、以降全国の鉄道事業者に「区間○○」が設定されるようになった。
例として「区間快速急行」、「区間急行」、「区間準急」、「区間快速」などがある。なお阪急電鉄と阪神電気鉄道においては上記定義とは異なり、一部区間のみ運転する列車という定義であり、阪急電鉄ではダイヤグラム上の正式種別として区間急行・区間普通が存在しているが、各種案内においては急行・普通と表現され、区間種別での旅客案内は行われていない。

### 英語表記
英語表記については、以下のように事業者によって差異がある。
「Section」を用いる例
- 東武鉄道、小田急電鉄 - 「区間準急」⇒「Section Semi Express」

「Semi」を用いる例（「区間準急」を除く）
- 首都圏新都市鉄道およびJR東海、ならびにJR北海道「いしかりライナー」 - 「区間快速」⇒「Semi Rapid」
- 京阪電気鉄道 - 「Semi-exp.」
- 京王電鉄 - 「区間急行」⇒「Semi Express」

その他
- JR西日本 - 「区間快速」⇒「Regional Rapid Service(R.Rapid)」
- 近畿日本鉄道など - 「近郊の」を意味する「Suburban」の略、「Sub 」の表記
- 東京モノレール - 「区間快速」⇒冠詞はつかず、単に「Rapid」[注釈 5]

### 運行方法
このような事例では、各駅に停車する区間については需要が少ない場合でその区間を通過する列車を設定しているが、地域輸送を担う列車を設定するほど需要が多くない、ないしはその区間の駅と列車始発駅周辺など一方向に需要が偏っていることから、必ずしも地域輸送にのみ特化した列車を運行するのに適していない場合にこのような列車を設定する場合が多い。
例えば「区間急行」は、起点駅付近は急行と同じ駅に停車し、郊外は各駅に停車する事が多い。
いずれも、「区間」がつかない列車より相対的に停車駅が多くなるのが一般的だが、阪神本線の「区間特急」は2009年3月20日改正時まで例外として、「特急」よりも停車駅が少ない列車となっていた。これは当該列車の設定当初、途中駅（芦屋駅）始発で大阪市内への通勤利用者に対して速達サービスを提供する戦略商品として設定されていたためである。名称については、一部区間のみ運転する特急列車ということで名付けられた。その後の一時期、三宮駅発に変更されたが、元町駅より先、神戸高速線・山陽電気鉄道本線まで運行区間が延びる特急列車に対し、区間運転の列車であるということから名称は継続されている。
さらに京阪本線の「区間急行」は準急よりも停車駅が多い設定となっている（東武の快速＞急行の関係と同様）。名称の根拠は、一部区間のみ運転の短距離急行列車という意であり、急行に準ずる列車である準急より下位に置かれている。本来の準急の英語名"Semi-express"は区間急行に割り当てられ、準急には本来区間急行で使われる"Sub-express"の英語名が割り当てられている。
京王電鉄では準急は存在しないが、京阪同様区間急行の英語表記が"Semi Express"となっている。「通勤快速」から改称された2013年2月22日改定から2015年9月24日までは新宿駅・新線新宿駅 - 調布駅間の停車駅は「急行」と同一だったが、2015年9月25日改正より仙川駅が停車駅に設定されたため、同区間は「急行」よりも停車駅が1駅多くなっている。
また、東武鉄道では準急と区間急行は上下関係が一致しておらず、新越谷駅 - 東武動物公園駅間では準急は各駅に停車するが、区間急行はせんげん台駅と春日部駅のみに停車する。一方で区間急行が各駅に停車する曳舟駅 - 北千住駅間では準急がノンストップとなっている。そのため、下り列車の場合、曳舟駅で準急に抜かれた区間急行がせんげん台駅または春日部駅で準急を抜き返し、東武動物公園駅より先、館林・太田方面および南栗橋・新栃木方面には区間急行が先に到着するなどといったダイヤも存在する。半蔵門線直通列車がすべて曳舟駅 - 北千住駅間ノンストップとなっているのは水天宮前駅とほぼ同じ駅である東京メトロ日比谷線人形町駅と北千住駅との距離が大幅に異なることで、速達性を高め混雑緩和と利用客の誘導をする役割を担っているためである。
また、列車種別に「区間」を冠さずに中間区間で各駅に停車する場合もある。
このような事例として、小田急小田原線では、新宿駅から本厚木駅までは通過駅を有し、本厚木駅から新松田駅まで各駅停車、新松田駅から小田原駅まで再び通過駅を有する急行がある。

### 区間種別と同様の運行形態をとる列車
なお、「区間○○」という種別を設定していないが、速達列車がある駅に到着後、その列車がそのまま各駅停車（普通列車）に種別を変更したり、もしくは各駅停車運転を行うことにより、その先まで行くことで「区間○○」と同様の運行形態をとっている場合もある。
このような場合、ダイヤグラムや時刻表などで列車番号を見ると別列車扱いとしている場合が多く、列車運行上利用客の便を図るために1本の列車として取り扱うためである。

#### 日本国有鉄道・JR
JR東日本
JR東日本の快速列車は他社の区間快速のように快速の下位種別は設定していないが、線区ごとに各駅停車する区間と快速運転する区間を分ける列車もあり、区間快速に近い運行形態を取る列車として以下のものがある。
上野東京ラインを経由する快速列車は東京駅を境に普通列車に種別を変更する。快速「アクティー」は東海道本線では快速運転をするが東北本線（宇都宮線）では普通列車として運行する。朝の北行に限り、東海道本線内では普通列車として運行し、東京駅を境に高崎線では快速「アーバン」として、宇都宮線では快速「ラビット」として運行する列車もある。なお、高崎線に直通する快速「アクティー」の設定はない。なお、列車番号上はいずれも全区間快速である。
湘南新宿ラインを経由する快速列車は南行は大宮駅、北行は大崎駅を境に種別を変更する。東北本線（宇都宮線）- 横須賀線系統は、大宮駅以北の宇都宮線区間のみを快速運転し、同駅以南は横須賀線内含め各駅に停車する。高崎線 - 東海道本線系統は、大崎駅 - 戸塚駅間の横須賀線区間のみ快速運転し、戸塚駅以西の東海道本線、および大崎駅以北は高崎線区間含め各駅に停車する（湘南新宿ラインの列車として全列車通過するさいたま新都心駅を除く）。列車番号上は宇都宮線系統は全区間快速、高崎線系統は全区間普通である。
埼京線の快速・通勤快速は直通運転先である東京臨海高速鉄道りんかい線内、ならびに大崎駅 - 赤羽駅は各駅に停車する。赤羽駅 - 大宮駅間では快速運転をするが、直通運転先である川越線内では各駅に停車する。
相鉄線直通列車は新宿駅 - 大崎駅間で快速・通勤快速と案内される場合があるが、当該区間では各駅に停車する。新宿駅 - 大崎駅間の一部列車と大崎駅 - 羽沢横浜国大駅間の全列車は各駅停車と案内されるが、正式には普通列車である。
仙石線の快速列車においては2014年3月14日まであおば通駅 - 多賀城駅間を各駅停車する列車が存在した。1998年から2000年までは本塩釜駅 - 石巻駅間を各駅停車する列車も存在した（仙石線#快速列車も参照。）。
仙石東北ラインの快速列車においては朝の1本と日中は仙台駅 - 塩釜駅間の各駅に停車する。
JR四国
JR四国の快速列車は基本的に種類を分けていないが、サンポートは高松駅 - 坂出駅間で快速運転を行い、坂出駅を境に各駅に停車する。また、快速運転を行う区間では日中はマリンライナーより停車駅が1駅多く設定されている。
その他
国鉄・JRの一部の特急列車には一部の区間を普通列車として運行する列車が現在も存在する。房総特急として知られる外房線特急「わかしお」などが該当する。

#### 私鉄
小田急電鉄
小田原線で運行されている急行相模大野行きの一部が相模大野駅より「各駅停車本厚木行き」などとして運行されていた。2018年3月17日改正より、始発の新宿駅から最終行先駅表示に変更され、行先変更はなくなった。
京成電鉄
本線・押上線で、朝の京成佐倉方面行き、夜間の羽田空港方面行きの一部列車が、京成高砂駅を境に、本線内は快速、押上線内は普通として運行される。なお、直通先である京急久里浜線・空港線・京急本線・都営地下鉄浅草線内では、京成高砂以遠の京成本線を快速として続行運転する旨は案内されていない。逆方向の京成本線内も同様に案内されていない。

## 通勤種別
平日の朝夕のラッシュ時のみ運転される、通勤・通学客向けの列車で、「通勤特急」・「通勤特快」・「通勤快急」・「通勤急行」・「通勤準急」・「通勤快速」などがこれにあたり、東京近郊で多く採用されている。たいていの列車の場合、別途料金がかからない列車で運行されるが、JRにおいて定員制列車であるホームライナーが運行されてきたことで、他の鉄道でも有料列車の中にはこのような運行系統を有するものもある。
「通勤」が付かない列車より停車駅が多いか少ないかは、会社・路線によって異なる。また、会社によっては「通勤」という称を冠しない場合もある。
「通勤」の英語表記は、Commuter（案内板など表示場所の制約がある場合、Comm.と略されることがある）を用いることが多い。
なお、「通勤」種別とは逆に行楽用の列車としては「ホリデー快速」などがある。
従来は通勤種別であったものが通勤時間帯以外にも運行時間帯拡大するため名称変更で通勤種別ではなくなった例も存在し、山陽電気鉄道本線の通勤特急→S特急、東武伊勢崎線の通勤準急→急行、京王線の通勤快速→区間急行等が該当する。
JR中央線（東京圏）における通勤種別

「通勤特快」は、中央特快より停車駅が5駅少なく、中央特快が停車する西八王子駅・豊田駅・日野駅・三鷹駅・中野駅を通過する。また、この列車種別は上り5本のみの運用である。
「通勤快速」は中央特快より停車駅が2駅多く、中央特快が通過する荻窪駅・吉祥寺駅に停車する。また、下り列車のみの設定である。
いずれの種別も青梅駅を始発・終着とする列車が存在するが、通常の「快速」と同様青梅線内は各駅停車である。
JR東海道線（東京圏）における「通勤快速」
この通勤快速は、快速「アクティー」が停車する川崎駅・横浜駅・戸塚駅を通過し、品川駅 - 大船駅間が無停車となる。また、この種別は平日夜の下り東京駅始発小田原駅行き3本のみの運行である。大船以西の停車パターンはアクティーと同一であり、すなわち途中停車駅は新橋駅・品川駅・大船駅・藤沢駅・茅ケ崎駅・平塚駅・国府津駅である。
2021年3月12日の運転をもって運行終了。
JR高崎線における「通勤快速」
この通勤快速は、快速「アーバン」が停車する上尾駅・桶川駅を通過し、快速アーバンが通過する尾久駅に停車する。上野駅 - 高崎駅・前橋駅間の途中停車駅は尾久駅・赤羽駅・浦和駅・大宮駅・鴻巣駅・熊谷駅 - 高崎駅・前橋駅間の各駅である。下り列車2本に限り上尾駅・桶川駅にも停車する。上野駅 - 大宮駅間は宇都宮線の通勤快速と同様の停車駅である。
2021年3月12日の運転をもって運行終了。
JR宇都宮線における「通勤快速」
この通勤快速は、快速「ラビット」が停車する蓮田駅を通過し、快速ラビットが通過する尾久駅に停車する。上野駅 - 宇都宮駅間の途中停車駅は尾久駅・赤羽駅・浦和駅・大宮駅・久喜駅・古河駅・小山駅 - 宇都宮駅間の各駅である。夕方の上り1本は黒磯駅発で運行されているが、こちらも小山駅までは各駅停車である。上野駅 - 大宮駅間は高崎線の通勤快速と同様の停車駅である。
2021年3月12日の運転をもって運行終了。
JR総武快速線における「通勤快速」
この通勤快速は、通常の快速が停車する新小岩駅・市川駅・津田沼駅・稲毛駅・総武本線物井駅を通過する。1日2往復（朝上り・夜下り2本ずつ）のみの運行。いずれの列車も成田線成田駅を上りの始発駅および下りの終着駅（上りの始発の1本のみ成田空港駅発）とするが、上りが横須賀線逗子駅まで運行されるのに対し、下りは東京発である。横須賀線や成田線内（佐倉駅以北）は各駅に停車。
2022年3月11日の運転をもって運行終了。
JR埼京線における「通勤快速」
この通勤快速は、通常の快速より停車駅が5駅少なく、快速が停車する戸田公園駅・中浦和駅・南与野駅・与野本町駅・北与野駅を通過する。停車駅は、東京臨海高速鉄道りんかい線新木場駅 - 赤羽駅間の各駅・武蔵浦和駅・大宮駅 - 川越駅間の各駅である。平日の朝・夕および夜間に通常の快速に代わって運行される。以前は快速も中浦和駅・南与野駅・北与野駅を通過していたが、相鉄線直通列車新設に伴う2019年11月30日改正より、停車駅の差違が2駅から5駅に増えた。なお、埼京線は通勤新線として計画されたこともあり、JR・私鉄含め日本で最初に通勤快速が運行された路線であり、現在に至るまで通勤快速の本数は日本一を誇る。
JR京葉線における「通勤快速」
この通勤快速は、京葉線内の途中駅は八丁堀駅・新木場駅の2駅にのみ停車し、そのほかの駅はすべて通過する。内房線・外房線内は快速と同じ停車駅。（外房線乗り入れの通勤快速は、東金線・成東駅発および、外房線・勝浦駅発で運行。それぞれが誉田駅で連結。）なお、京葉線全線開通当時は新木場駅も通過していた。
2024年3月15日の運転をもって運行終了。
東急東横線・みなとみらい線における「通勤特急」
特急より停車駅が3駅多く、特急が通過する日吉駅・馬車道駅・日本大通り駅に停車する。
かつての東急田園都市線における「通勤快速」
田園都市線では、現在は「急行」と「準急」が優等列車として運行されているが、その原型は「通勤快速」である。設定当初、快速も存在しなかったが、朝ラッシュ時のみに、「通勤快速」として速達列車が設定された。これは、「快速」や「急行」と称してしまうと、停車駅の変更ができなくなる恐れがあることを考慮したものである。当時、田園都市線沿線は開発中で、各駅の乗降人員の予測が外れる恐れがあった。他には例を見ない通勤種別である。
かつての京王線における通勤種別
「通勤快速」は、当時の「快速」より停車駅が3駅少なく、快速が停車する下高井戸駅・八幡山駅・仙川駅を通過していた。しかし2013年2月22日改定より通勤時間帯以外にも運行時間帯を拡大するため「区間急行」へ改称され消滅した。なお、現在の「区間急行」は仙川駅も停車駅に追加されている。
同線は、かつて「通勤急行」が設定されていたが、1992年に「急行」がつつじヶ丘駅にも停車するようになったため両者が同一化、急行に統合されて消滅した。
西武池袋線における通勤種別
「通勤急行」は、急行より2駅停車駅が多い。急行が通過する大泉学園駅・保谷駅・東久留米駅に停車するが、逆に急行が停車するひばりヶ丘駅を通過する。
「通勤準急」は準急より停車駅が1駅少ない。準急が停車する石神井公園駅を通過する。2008年6月15日までは練馬駅も通過した。練馬駅に停車するようになったことで、平日朝の池袋線池袋行き準急が通勤準急に完全に置き換えられた。
西武池袋線の通勤急行・通勤準急のように、上位の種別が停車する駅を通過することを、停車駅が互い違いになることから千鳥停車という。
西武新宿線における通勤種別
「通勤急行」は急行よりも停車駅が7駅少なく、従来急行の各駅停車区間にあたる本川越駅 - 田無駅間でも通過運転を行う。
かつての東武東上線における「通勤急行」
志木駅以西において急行より停車駅が多く、急行が通過運転を行う志木駅 - 川越駅間は各駅に停車する。逆に急行が停車する朝霞台駅を通過する。つまり、成増駅以西各駅停車となる準急と比べて、停車駅が2駅少ないだけである。2016年3月のダイヤ改正で、準急と統合され消滅することとなった。
東京メトロ東西線における「通勤快速」
快速よりも停車駅が3駅多く、快速が通過する南砂町駅、西葛西駅、葛西駅に停車する。
東京メトロ副都心線における「通勤急行」
急行よりも停車駅が4駅多く、和光市駅 - 小竹向原駅間は各駅に停車する。2023年3月17日までは、急行が停車する明治神宮前駅を通過していた。
京成電鉄における「通勤特急」

停車駅は京成上野駅・押上駅 - 勝田台駅間では特急と同様で、勝田台駅 - 成田空港駅・芝山千代田駅間では各駅に停車する。乗り入れ先である都営浅草線内では各駅に停車する列車が多い。一部に京急線（本線・空港線）内はエアポート急行として、都営浅草線内はエアポート快特として運行し、押上駅以東の京成線内のみ通勤特急となる。京成線では、同様に土休日を含むラッシュ時に、快速特急も運転される。なお、現在の通勤特急は3代目である。
首都圏新都市鉄道つくばエクスプレスにおける「通勤快速」
2012年10月15日のダイヤ改正で登場。快速よりも停車駅が4駅多く、快速が通過する六町駅、八潮駅、柏の葉キャンパス駅、研究学園駅に停車する。区間快速とは千鳥停車の関係にあり、区間快速が通過する六町駅に停車し、区間快速が停車する三郷中央駅、みらい平駅、みどりの駅、万博記念公園駅を通過する。
小田急小田原線における通勤種別
「通勤急行」は急行よりも停車駅が2駅少なく、急行が停車する登戸駅と経堂駅を通過する。なお、経堂駅に関しては、2018年3月17日のダイヤ改正まで上り急行の一部が通過していたこともあり、現在でも成城学園前駅到着前には、経堂駅に止まらない旨が案内されている。快速急行とは千鳥停車の関係にあり、快速急行が通過する向ヶ丘遊園駅・成城学園前駅に停車し、快速急行が停車する登戸駅を通過する。
「通勤準急」は準急よりも3駅少なく、準急が停車する千歳船橋駅・祖師ヶ谷大蔵駅・狛江駅を通過する。
相模鉄道における通勤種別
「通勤特急」は特急よりも停車駅が1駅多く、特急が通過する鶴ヶ峰駅に停車する。
「通勤急行」は急行（2023年3月18日から休止中）よりも停車駅が2駅多く、急行が通過する西谷駅・鶴ヶ峰駅に停車する。
静岡鉄道静岡清水線における「通勤急行」
静岡鉄道静岡清水線では、2011年10月1日のダイヤ改正で15年ぶりに急行が復活したが、下り列車（新清水駅行き）のみの設定とされ、上り列車（新静岡駅行き）で急行に相当する種別の列車は、「通勤急行」の名称で設定された。通勤急行は、桜橋駅 - 草薙駅間は急行と同じく4駅に連続停車するが、その先新静岡駅までの停車駅は古庄駅・日吉町駅の2駅で、同区間を県総合運動場駅のみ停車で運行する急行より1駅多く、かつ共通の停車駅がないという運行パターンとなっている。
なお、急行・通勤急行のいずれも平日朝ラッシュ時のみの運行となっている。
かつてのJR東海道本線（静岡圏）における「通勤快速」
静岡地区において2007年3月17日まで運行されていた。静岡地区ではムーンライトながら以外で唯一定期的に運行されていた快速である。豊橋駅 - 静岡駅間を平日のみ、1日1往復運行していた。朝の時間帯には上り、夕方の時間帯には下りが運転され、いずれも豊橋駅 - 島田駅の各駅および静岡駅に停車していた。なお、この地区の一部ではホームライナーが運転されている。
中京圏（名古屋近郊）における通勤種別
中京圏では現在では私鉄・JRともに「通勤○○」といった名称の列車種別は設定されていない。
JR東海では「特別快速（東海道線）」や「区間快速（東海道線・武豊線直通および関西線）」がそれに該当する。東海道線と中央線ではホームライナーが運転されている。過去には中央線で「通勤快速」が設定されていた時期があった。
名古屋鉄道では「快速急行」がラッシュ時に運行されるほかは、途中駅で列車種別を変更したり、その種別の標準停車駅以外の駅に一部列車が特別停車させたりすることでラッシュに対応している。近畿日本鉄道（名古屋線）などの他の私鉄では、ラッシュ時限定の速達列車の運行はない。
京阪電気鉄道における通勤種別

京阪本線においては2017年8月21日より、「ライナー」が運転開始。
平日朝ラッシュ時に枚方市発淀屋橋ゆき1本、樟葉発淀屋橋ゆき2本、三条発淀屋橋ゆき1本、出町柳発淀屋橋ゆき1本の計5本が運行されている。
2008年10月19日のダイヤ改正で、それまで平日朝ラッシュ時に守口市を通過していた下り（淀屋橋ゆき）「準急」を「通勤準急」として設定し、同改正で新設された「快速急行」の停車駅から守口市を除いた「通勤快急」（平日朝ラッシュ時の下りのみ運行）も新設された。また、「通勤特急」に類似する列車として「K特急」が、2003年 - 2008年までの平日朝夕のみ運行されていた。停車駅は「特急」の停車駅に比べ2駅（枚方市・樟葉）少ないが、朝ラッシュ時の淀屋橋行きは枚方市にも停車していた。なお、K特急は先述のダイヤ改正で「快速特急」に改称された。なお、「通勤急行」は2020年現在、設定されていないが、種別幕は存在。
阪急電鉄各線における通勤種別
阪急電鉄では路線によって役割が異なる。京都本線における「通勤特急」は「特急」が停車する淡路駅を通過し、「特急」が通過する西院駅・大宮駅に停車する千鳥式停車になっている。一方の神戸本線における「通勤特急」は「特急」の停車駅に塚口駅を加えたものとなっている。
宝塚本線の「通勤特急」は2015年3月21日のダイヤ改正で新設された。これは川西能勢口駅から梅田駅までの片方向のみ5本運行され、改正前日の20日まであった「通勤急行」と同様、「特急日生エクスプレス」の停車駅に豊中駅を加えたものとなっている。神戸本線に「通勤急行」という種別が存在し、「急行」の停車駅に武庫之荘駅を加えたものになっている。宝塚本線には、2015年3月20日まで「通勤準急」という種別もあった。これは「準急」の停車駅から中津駅・曽根駅・岡町駅を除き(つまり急行と同じ停車駅である)、石橋駅（現：石橋阪大前駅）より先箕面線へ直通していた。

### 通勤種別と同様の運行形態をとる列車
なお、「通勤」を冠さないが、通勤種別に近い運転形態を取る列車もあり、以下のものが挙げられる。
JR東日本
東北本線盛岡地区では朝の通勤時間帯に水沢発盛岡行き快速列車「アテルイ」が運行されていた。通勤快速に近い運転形態であるが、毎日運転であった。2023年3月17日で運転終了。
JR西日本
JR西日本では通勤快速という種別は設定していないが、近い運転形態を取る列車として以下のものがある。
- JR神戸線・JR京都線の快速には、外側線を走行し舞子駅・垂水駅・須磨駅を通過する列車や、高槻駅 - 京都駅間で長岡京駅のみ停車する列車が朝のラッシュ時に運行されているが、土曜・休日も運行されている。
- おおさか東線・関西本線（大和路線）で運行している「直通快速」は朝夕のラッシュ時に運行しているため、実質的に通勤快速に近い種別であるが、土曜・休日も運転されている。
- 阪和線で運行している「直通快速」は朝ラッシュ時に運行され、「紀州路快速」は朝ラッシュ時は日根野駅 - 和歌山駅間で快速運転を行う。
- 中国地方では快速「通勤ライナー」が運行されている。平日だけでなく、土曜・休日も運転されている。（山口線の場合はSLやまぐち号が運転される3月〜10月の土休日は時刻が被るため平日のみ運転）。その他、中国地方の快速列車には○○ライナーという愛称を持つものが多い。

かつての小田急電鉄
2018年3月16日までは小田原線・多摩線では、土曜・休日含むラッシュ時（平日朝千代田線方面行は新百合ヶ丘駅基準9時台のみ）、東京メトロ千代田線・常磐緩行線直通系統として、「多摩急行」が運転されていた。日中の急行通過駅に加え、向ヶ丘遊園駅を通過していた。この列車の1本直前または直後に、新宿駅行きの「急行」が運転され、向ヶ丘遊園駅に停車し、日中停車する経堂駅は通過するといった千鳥停車を採り、代々木上原駅で互いに接続し合うことで、新百合ヶ丘駅 - 代々木上原駅間の混雑緩和を図っていた。なお、平日多摩急行運転前の時間帯、同じく千代田線方面の列車として「急行」「準急」も運転され、こちらも新宿駅行きの急行と同様、向ヶ丘遊園駅（・百合ヶ丘駅・読売ランド前駅・生田駅）に停車し、経堂駅を通過するようにしていた。2018年3月17日改正より千代田線直通の「多摩急行」が廃止となり、代わりに新宿駅着「通勤急行」が設定され、前項で示した千鳥停車の方式に変更された。
かつての京成電鉄
2019年10月25日まで、本線・押上線（浅草線・京急本線・空港線直通含む）において、朝上り（京成上野・羽田空港・横浜方面）、夕下り（京成成田・成田空港方面）のみ「快速特急」が運行されていた（押上線押上駅 - 本線京成高砂駅間のみ日中も運行される）。2019年10月26日の改正後は、ラッシュ時のみならず日中にも本線京成上野駅 - 京成成田駅間の快速特急が運行されるようになった。平日に加え、土休日にも運行される。日中の特急の通過駅に加え、京成佐倉駅 - 京成成田駅間にも通過駅を有する。
阪神電気鉄道
阪神本線においては「通勤特急」の呼称を使わず、同様の列車として梅田行きのみ「区間特急」が運行されている。古くは三宮始発でかつ特急よりも停車駅の少ない時代もあったが、2009年ダイヤ改正から青木駅始発となり、香櫨園駅までは各駅に停車、朝ラッシュ時の直通特急の停車駅である西宮駅、尼崎駅を通過する一方、直通特急が通過する今津駅、野田駅に停車するという、千鳥停車方式を取っていた。2016年ダイヤ改正で御影駅始発となり、特急停車駅である魚崎駅と尼崎駅にも停車するようになった。

## アルファベットの付与
事業者によっては停車駅や料金制度の違いにより、アルファベットを付与するケースがある。
A特急・B特急など
長野電鉄の特急においては速達タイプで停車駅の少ない特急をA特急、主要駅停車タイプの特急をB特急と呼称している。かつてはC特急・D特急・E特急も存在した。詳細は長野電鉄長野線#特急を参照。
東武鉄道においても使用車種と料金制度の違いにより、1969年から1971年まで1720系「DRC」使用の特急列車をA特急、1700系使用の特急列車をB特急と種別呼称を使用したことがある。1964年から1969年までは1720系使用の特急列車はD特急と呼称していた。詳細はけごんを参照。
京阪電気鉄道では特急の上位種別として前述のとおり、K特急が使われた。これは後に快速特急となる種別である。
山陽電気鉄道本線には特急の下位種別としてS特急がある。他社であれば急行もしくは準特急に相当する種別である。詳細は山陽電気鉄道本線#S特急を参照。
なお、国鉄・JRが運行しているL特急は愛称の一部であって正式な列車種別ではない。なお、JR北海道では特急との上下関係が明確であり、実質的に下位種別的な意味合いで使われていたが、結果的には2017年3月4日のダイヤ改正で特急に統合されている。
A急行・B急行
富山地方鉄道本線のかつての急行は停車駅の違いにより、A急行・B急行に分かれていた。
A快速・B快速
阪和線には快速と区間快速の中間に位置づけられる種別としてB快速を運行していた。仙石線においても快速列車の停車駅が2種類あった時代、A快速とB快速に種類を分けていたが、2014年3月のダイヤ改正で統合された。なお、東京メトロ東西線の快速においても停車駅の違いにより、アルファベットを付与したケースがあるが、内部的なもので便宜的に付与したものであり、正式な列車種別としては使われていない（#列車種別ではないものを参照）。
準急A・準急B
東武伊勢崎線の準急においては2003年まで北千住 - 太田間を速達運転する準急Aと北千住 - 東武動物公園間のみを速達運転する準急Bと区別していた。ただし種別表示や時刻表本文では単に準急と案内していた。詳細は東武伊勢崎線#準急A・Bを参照。
北陸鉄道石川線においても停車駅の違いにより、この種別が使われたことがある。

## ライナー
ライナー (liner) とは1970年代以降に用いられる列車種別であるが、一般に「（特急）専用車両を使用するが、速達サービスに対する料金を徴収せず、座席確保に対する料金を徴収する列車」を指す場合が多い。
列車名として「○○ライナー」と称する列車のうちには、速達サービスに対する料金を徴収する特急列車や、料金不要の快速列車なども存在するが、本節では先に挙げた定義によるものとする。
その後、1984年6月1日に日本国有鉄道が増収策の一環および回送列車の有効活用として、夕刻の特別急行回送列車に乗車整理券を発行し、東北本線上野駅 - 大宮駅間でホームライナーの名称で客扱いを行った。この列車は快速列車の延長とされ、東京・札幌など他の都市圏でも波及し、継承会社であるJR各社やそれから分離した第三セクター鉄道でも運行されるようになった。

## 列車種別のイメージカラー
複数の列車種別を設定しているほとんどの鉄道各社で色により列車種別を識別できるようにして種別幕や駅での案内表示・時刻表に表記されている。白地または黒地に色文字又は色地に白または黒文字のいずれかで表記されている。

### 各社ごとの列車種別のイメージカラー

#### JR各社
JR東日本
東海道線・伊東線・宇都宮線（東北本線）・高崎線・上野東京ライン・湘南新宿ライン
（沼津・伊東・熱海・小田原・国府津・平塚 - 東京・新宿 - 大宮・小金井・宇都宮・黒磯・籠原・深谷・高崎・前橋）
通勤快速(廃止)：紫、特別快速：水色、快速（アクティー、ラビット、アーバン含む）：橙、普通：緑
京浜東北線・根岸線・横浜線
京浜東北線快速：赤、横浜線快速：ピンク、京浜東北線各駅停車：水色、横浜線各駅停車：黄緑
中央線快速・青梅線・五日市線・八高線・富士急行線（東京・新宿 - 高尾・大月・河口湖・青梅・奥多摩・武蔵五日市・高麗川）
通勤特快：赤、中央特快：青、青梅特快：緑、ホリデー快速：上部はピンク・下部は「おくたま」が水色・「あきがわ」が橙、通勤快速：紫、快速：橙、各駅停車（東京 - 三鷹 中央線各駅停車）：黄色、※特別快速 : 水色（異常時・障害時に使用する場合あり）
埼京線・川越線・相鉄線直通列車（りんかい線・相鉄線直通、新木場・羽沢横浜国大 - 大崎 - 大宮 - 川越）
通勤快速：ピンク、快速：青、各駅停車/普通：緑
横須賀・総武快速線（久里浜 - 東京　- 千葉、内房線、外房線、総武本線、成田線直通）
通勤快速(廃止):紫、快速:赤、各駅停車/普通:緑（久里浜-東京間及び、総武本線直通成東行きの佐倉-成東間とその折り返し始発の成東-佐倉間はそれぞれ各駅停車/普通扱い）
京葉線（東京 - 西船橋・蘇我、外房線、内房線、東金線直通）
通勤快速：赤、快速：緑、各駅停車/普通：青
常磐線快速・常磐線各駅停車（品川 - 上野 - 取手・土浦）
特急/特別快速：赤、普通（中距離電車・上野 - 取手間快速扱い）：青、快速（上野 - 取手間・我孫子 - 成田間普通）：エメラルド（緑）、各駅停車（東京メトロ千代田線・小田急線直通）：灰（車両ではメトロ車は灰色、JR・小田急車はエメラルド、綾瀬から直通先の表示へ切り替え実施）
南武線
快速：ピンク、各駅停車：黄色
仙石東北ライン
特別快速/快速：赤、快速（仙台 - 高城町間各駅停車）：緑
JR東海
全社で以下の通り統一されている。
特急/ホームライナー：赤、特別快速：黄、新快速/快速『みえ』：橙、快速：青、区間快速：黄緑、普通：黒
例外
東京経由東北本線直通普通(東海道本線静岡地区のJR東日本からの直通列車)：緑
JR西日本（アーバンネットワークエリア）
JR西日本ではアーバンネットワークエリア全体で以下のパターンを採用している。
特急/通勤特急：赤、新快速/関空快速：青、直通快速（おおさか東線経由）：ブルーグレー、
紀州路快速/快速/直通快速（阪和線）/みやこ路快速：橙、区間快速：緑、普通：白
ただし、以下のような例外がある。
関空特急「はるか」：紫、大和路快速/快速（大和路線）/区間快速（大和路線）：緑（エメラルドグリーン）
区間快速（奈良線）:橙
JR九州（福岡近郊区間）
鹿児島本線（門司港 - 荒尾）
特急:赤、（青）快速：青、（緑）快速：緑、区間快速：橙、普通：黒
※（青）快速は門司港 - 荒尾間快速、（緑）快速は博多駅を境に門司方面または荒尾方面どちらかの区間が各駅停車になる。

#### 私鉄各社
東武鉄道
伊勢崎・日光線系統
特急スペーシア:橙、特急りょうもう：赤、快速/区間快速:水色、急行/区間急行:赤、準急/区間準急:緑、普通:黒
東上線
川越特急:紫、:TJライナー:橙、快速急行:青、快速:水色、急行:赤、通勤急行:紫、準急:緑、普通:黒
西武鉄道
特急:赤、快速急行:紫、急行:橙、通勤急行:黄色、快速:水色、準急:緑、通勤準急:青、各停:灰色
京成電鉄・北総鉄道・芝山鉄道・京浜急行電鉄
スカイライナー:紺、モーニング,イブニングライナー:紫、京急ウィング号/快特/快速特急:緑、エアポート快特/アクセス特急:橙、特急:赤、通勤特急:水色、急行/エアポート急行:青、快速:ピンク、普通:黒
京王電鉄
京王ライナー: KEIO LINERの文字, 京王ライナー愛称と番号, 行先のイメージ絵、Mt.TAKAO号:Mt.TAKAOの文字と山の絵(緑色)、特急:赤、準特急(廃止):橙、急行:緑、区間急行:黄緑、快速:青、各停:黒
小田急電鉄
特急ロマンスカー:赤、快速急行:橙、通勤急行:白地＋赤字、多摩急行(廃止):ピンク、急行:赤、通勤準急:白地に緑字、準急:緑、区間準急(廃止):水色、各駅停車:青
東急電鉄・横浜高速鉄道
特急:橙、通勤特急:橙+赤、急行:赤、準急:緑、各停（二子新地駅と高津駅を通過）:白地に緑字、各停（それ以外）:青
相模鉄道
特急/通勤特急:橙、急行/通勤急行:赤、快速:青、各停:灰、JR線直通特急/JR線直通各停（上りのみ）:黒字＋緑字
首都圏新都市鉄道
快速:赤、通勤快速:橙、区間快速:紺、普通:灰
静岡鉄道
急行:赤、通勤急行:橙、普通:青　
名古屋鉄道
ミュースカイ/快速特急/特急:赤、快速急行（初代、廃止）:橙、快速急行（2代目）/急行/高速（廃止）/ライナー（廃止）:青、準急:緑、普通:黒
近畿日本鉄道
特急/快速急行/区間快速急行（廃止）:赤、急行/区間急行:橙（区間急行種別幕:赤）、準急/区間準急:緑（区間準急時刻表表示:黄緑（緑下線））、普通:青
京阪電気鉄道
快速特急「洛楽」:快速特急部分が桃、洛楽部分が白地に桃字、特急:赤、ライナー:白地に赤字、快速急行/通勤快急:紫、急行/深夜急行（廃止）/※通勤急行:橙、準急/通勤準急:青、区間急行:緑、普通:黒
※定期列車としての運転はないが、幕は存在
阪急電鉄・能勢電鉄
快速特急A:白地＋赤字、快速特急/準特急/直通特急/特急/通勤特急/日生エクスプレス:赤、通勤急行/日生急行/妙見急行/急行:黄(種別幕:橙)、快速:水色(種別幕:緑:2013年12月20日まで)、準急:緑、普通:黒
阪神電気鉄道・山陽電気鉄道
阪神本線・阪神なんば線
直通特急/特急:赤、直通特急（神戸三宮駅-板宿駅間各停）:黄、区間特急:茶（種別幕:赤）、快速急行:水色、急行/区間急行:赤、準急/区間準急:緑、普通:青
山陽電気鉄道本線
直通特急/特急:赤、直通特急（神戸三宮駅-板宿駅間各停）:黄、S特急:緑、普通:黒
阪神の時刻表では直通特急は姫路方面行きに限り、神戸三宮駅から板宿駅まで各駅停車のものが黄色地+青字、そうでないものが赤地+白字で案内されているが、大阪梅田行きの直通特急はすべて赤地+白字で案内されている。
南海電気鉄道・泉北高速鉄道
特急:赤、快速急行/空港急行/急行:橙、区間急行:緑、準急:青、普通:各駅停車:黒
神戸電鉄
特快速:ピンク、急行:赤、準急:緑、普通:黒
西日本鉄道
特急:赤、直行（廃止）:橙、急行:緑、普通:黒

## 列車種別ではないもの
資料によっては列車種別の一種として扱われることもあるが、これらは正式な列車種別として使われたものではない（現在使用されていないものを含む）。
- エル特急 - 国鉄・JR在来線の特急列車の愛称であり、正式な列車種別ではない。ただし時刻表では区別のため、「L」を図案化した記号で表される。
- 新特急 - 国鉄・JR東日本が東北本線・高崎線系統において185系電車を使用した特急列車の愛称の一部であり（「新特急○○」）、正式な列車種別ではない。
- JR西日本・アーバンネットワークにおける通勤特急[21] - 2019年3月16日ダイヤ改正で、「らくラクはりま」運行開始と共に設定されたJR西日本の通勤特急[22] はPR・案内上の名称であり、あくまで普通や快速に対する特急である[23]。2024年3月時点では、JR京都線・琵琶湖線方面の「らくラクびわこ」（旧称びわこエクスプレス）とJR神戸線方面の「らくラクはりま」、大和路線の「らくラクやまと」が該当し、平日朝夕ラッシュ時に運行されている。

- 寝台特急・寝台急行 - 基本的に寝台車のみで組成された列車は市販の時刻表では星を図案化した記号で表しているが、あくまで特急列車・急行列車であり、正式な列車種別ではない。
- アルファベットの付与
優等（快速）列車によっては停車駅の違いにより、便宜的にA・B・C…などとアルファベットを付与する場合がある。この種の事例としては以下のものが挙げられる。
  - A快速・B快速・C快速など - 東京メトロ東西線の快速列車においては営団地下鉄時代、内部では停車駅の少ない順にA快速・B快速・C快速と便宜的にアルファベットを付与していた。なお、C快速は現在における通勤快速の前身であった。JR東日本仙山線においても一部の駅でA快速・B快速・C快速などと案内されているが[24]、市販の時刻表では快速の種類を分けておらず[25]、列車種別として使われた事実も乏しい。
- ノンストップ特急・甲特急・乙特急・観光特急 - 近鉄特急においては部内では運転上、名阪・阪伊・名伊の3系統について、速達タイプで停車駅の少ない特急を甲特急、主要駅停車タイプの特急を乙特急と呼称しているが、正式な種別ではない[注釈 6]。また、甲特急と呼ばれる列車のうち、長距離無停車区間がある列車（2012年以降は阪伊のみ）は「ノンストップ特急」とも呼ばれているが、こちらは愛称であり、列車種別ではない。なお、主要駅停車タイプの特急は1960年の運行開始当初は準特急であり、こちらは正式な列車種別として使われたものであった[注釈 7]。2013年以降、専用車両「しまかぜ」（50000系）・「青の交響曲（シンフォニー）」（16200系）・「あをによし」（19200系）を使用した列車は「観光特急」と名付けられ、特に「しまかぜ」は甲特急と停車駅が一部異なるが、これも特急の一種である。詳細は近鉄特急を参照。
- 色による区別 - 同一種別であるが、停車駅の違いにより、色で区別するケースもある。例として仙石東北ラインの快速列車や東急大井町線の各駅停車などが挙げられる。また相模鉄道では同一種別であるが、乗り入れ先路線の違いにより、種別の文字色を区別している。
- 日本国有鉄道における特別準急 - 特別準急は小田急電鉄独自の種別であるが、国鉄準急のうち、157系電車を使用した準急列車を表現する用法でも使われたことがある[27]。
- 優等列車 - 特急・急行列車といった速達列車のことを優等列車という表現が使われることがあるが、正式な列車種別ではない。京王電鉄[28]や近畿日本鉄道のように、料金不要の速達列車には優等列車という表現に否定的な見解を持つ事業者もある[29]。
- 各駅停車の通過 - 先述の東急大井町線二子玉川 - 溝の口駅間やJR埼京線池袋 - 大崎駅間などでは案内上では各駅停車と案内されるが、事実上は同区間を併走する路線(例でいえば東急田園都市線、JR山手線)の快速運転となる路線も存在する。

## 日本国外の列車種別
日本国外の列車種別は国や事業者ごとに異なり、各駅停車でもない限り、必ずしも日本の種別に当てはまるわけではない。

### 韓国
韓国の韓国鉄道公社（KORAIL）ではソウル周辺で運行している通勤電車路線である首都圏電鉄（広域電鉄）とその他の路線である一般路線に分けられている。
首都圏電鉄（広域電鉄）では、各駅停車の「一般」と、料金不要列車でJRの快速列車と同種の種別である「特急」・「急行」があり、いずれも通勤形車両を使用する。
一般路線では優等列車を主体とした運行であり、ITX-セマウル、ムグンファ号、ヌリロなどの座席指定の優等列車については列車愛称が列車種別の区分を兼ねている。メディアによっては特急列車や急行列車として扱われることもあるが、正式な列車種別としては使われていない。また、通勤列車は各駅に停車し、全席自由であるが、列車は指定される。

### 台湾
台湾の台湾鉄路管理局では座席指定の優等列車である対号列車と全車自由席の普通列車である非対号列車に二分している。対号列車である自強号、莒光號、復興号は列車愛称が列車種別としても使われている。非対号列車は速達タイプである区間快車と各駅に停車する区間車と普快車がある。運賃は種別ごとに異なるが、復興号と区間車・区間快車は運賃制度上では同格種別であり、座席指定の有無による差異がある。一方、区間車と普快車は冷房の有無により運賃に格差をつけている。車両も種別ごとに専用の車両が使用される。
桃園捷運公司が運営する空港連絡鉄道の桃園機場捷運では台湾の捷運路線で初めて速達種別が登場した。「直達車(Express)」として台北 - 桃園機場で運行されている。

### 中国
中国では高速鉄道路線（日本の新幹線に相当）においては最高速度の違いにより、高速動車組列車、城際動車組列車、動車組列車があり、CRH型やCR型電車を使用する。その他の線区（日本の在来線に相当）においては列車愛称はないが（一部を除いて、例えばZ12/13、Z14/11「英雄」）、大都市間列車である直達列車、長距離優等列車である特快列車・快速列車・普快列車、各駅停車する普客列車があり、冷房の有無により運賃に格差をつけている。
- 中国国鉄の列車番号と種別の関係
  - Gで始まる：300 km/hより速い高速列車
  - Dで始まる：300 km/hより遅い高速列車
  - Cで始まる：都市間高速列車
  - Zで始まる：直達
  - Tで始まる：特快
  - Kで始まる：快速
  - 数字だけ、1001~5998：普快
  - 数字だけ、6001~7598：普客
  - 数字だけ、7601~8998、または57で始まる5桁：通勤
  - Sで始まる：市郊
  - Lで始まる：臨時
  - Yで始まる：旅遊（観光列車）
  - Xで始まる：郵便
  - 0で始まる：回送
  - Fで始まる：故障による回送
  - DJで始まる：事業用車両

### ヨーロッパ
ヨーロッパでは上下分離方式により、種別ごとに運行会社が分かれている。ヨーロッパの列車種別を参照。